# Alepia digitula
Alepia digitula är en tvåvingeart som beskrevs av Quate och Brown 2004. Alepia digitula ingår i släktet Alepia och familjen fjärilsmyggor.
Artens utbredningsområde är Surinam. Inga underarter finns listade i Catalogue of Life.